# Svatojiřské plenáře

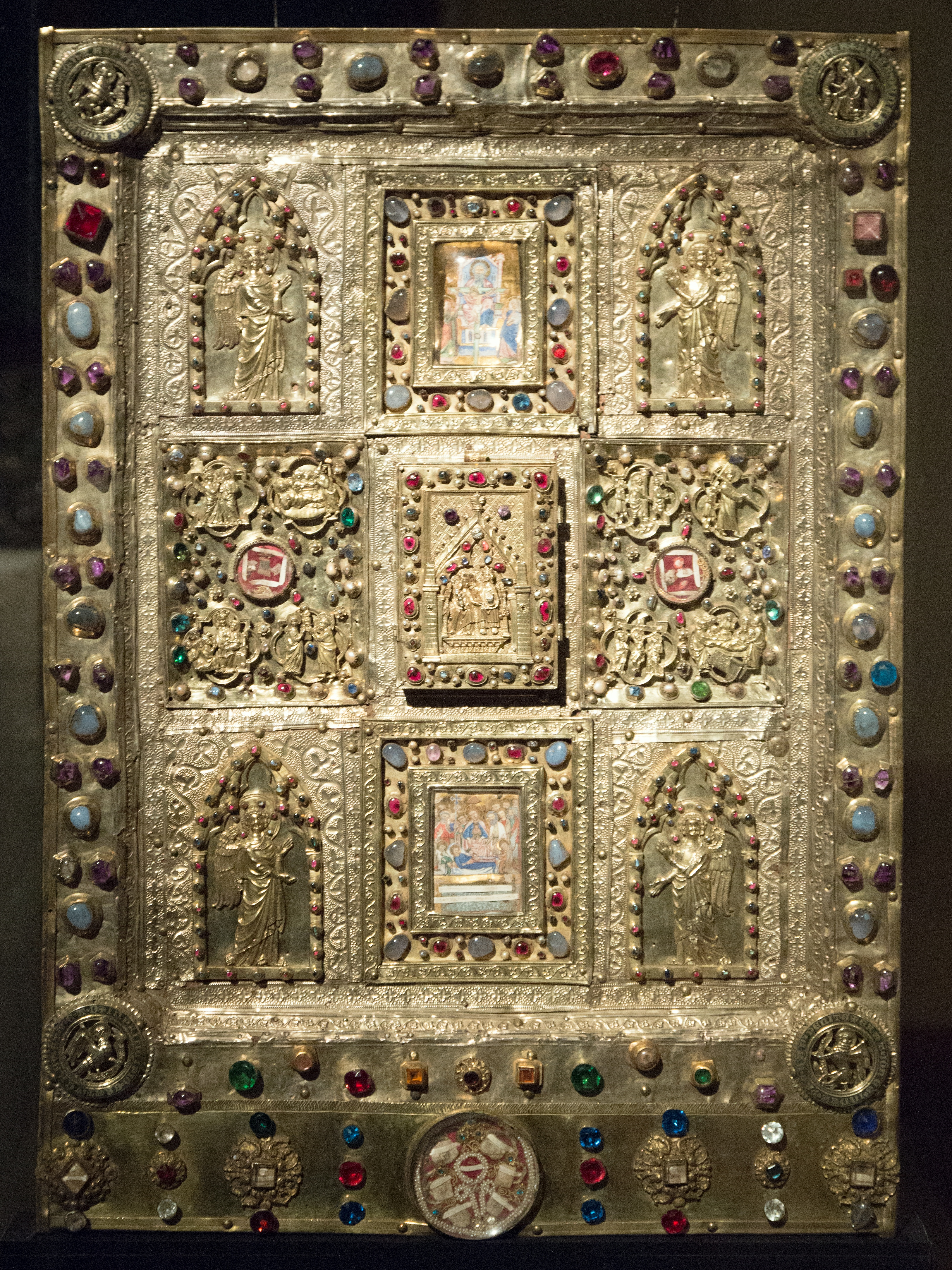
Plenář č. 1

Svatojiřské nebo také strahovské plenáře jsou dva relikviáře, zhotovené v pražské zlatnické dílně kolem roku 1303 na objednávku princezny Kunhuty, abatyše kláštera sv. Jiří. 

## Historie
Relikviáře byly zhotoveny pro Svatojiřský klášter benediktinek. O poutích bývaly vystaveny na oltářích k devoci, protože klášterní kostel byl jedním z nejvýznamnějších poutních center v Praze. Po jeho zrušení v roce 1782 byly prodány v dražbě. Koupil je strahovský opat, po jeho smrti byly odkázány klášteru a vystaveny na oltáři v kapli sv. Norberta v kostele Nanebevzetí Panny Marie, kde byly připevněny k predele. Po návratu premonstrátů  byly sejmuty. V roce 2010 byly čištěny, podrobně zkoumány a vystaveny na výstavě Královský sňatek - Eliška Přemyslovna a Jan Lucemburský. Po roce 2012 byly přeneseny do Strahovské obrazárny, která je součástí Strahovského kláštera. V její stále expozici jsou vystaveny do současnosti (2019).

## Popis
1) První plenář je deska zhotovená z dubového dřeva, o rozměrech 65 × 47 × 4 centimetry, pobitá stříbrným zlaceným plechem, opět má tepaný ornament zespodu technikou repoussé. Dále je zdobena figurkami čtyř andílků, odlévanými ze stříbra, kterým chybějí v rukou původní atributy, a devíti probíjenými reliéfy cyklu scén z Kristova života (vlevo) a utrpení (vpravo), uprostřed je scéna Korunování Panny Marie. 
Nahoře a dole je deska vyzdobena dvěma obdélnými miniaturami, malovanými temperou na pergamenu a místy zlacenými. Na horní miniatuře je vyobrazen Trůn Boží moudrosti se dvěma ženami, snad zakladatelka kláštera abatyše Mlada, a objednavatelka Kunhuta. Dole je scéna Smrti Panny Marie na lůžku mezi apoštoly a Kristem, který drží její duši v podobě drobné figurky. Spodní lišta byla doplněna po roce 1782, aby byly rozměry stejné jako u plenáře č. 2.,
2) Druhý plenář je dřevěná deska o rozměrech 65 × 47 × 4 centimetry, pobitá stříbrným a měděným zlaceným plechem, která má tepaný ornament zespodu technikou repoussé. Na rámu je bohatě zdobená drahými kameny, niellem a perlami. Jeho výzdoba je jednodušší než u předchozí desky. Má 15 dlabaných kulatých prohlubní pro ostatky Panny Marie a světců, kryté čočkami z horského křišťálu. 
V roce 2009 byly oba plenáře prohlášeny za movitou kulturní památkou České republiky.